# Japans Grand Prix 2014
Japans Grand Prix 2014 (officielle navn: 2014 Formula 1 Japanese Grand Prix) var et Formel 1-løb som blev arrangeret 5. oktober 2014 på Suzuka Circuit i Japan. Det var den femtende runde af Formel 1-sæsonen 2014. Løbet blev vundet af Lewis Hamilton i Mercedes, foran sin teamkollega Nico Rosberg på andenpladsen, mens Red Bulls Sebastian Vettel tog tredjepladsen. Der blev kun kørt 44 af de planlagte 53 omgange, da løbet blev stoppet efter en ulykke, hvor Jules Bianchi pådrog sig en alvorlig hovedskade, som han senere døde  af. 

## Resultater

### Kvalifikation
| Pos.               | Nr. | Kører             | Konstruktør          | Del 1    | Del 2    | Del 3    | Grid |
| ------------------ | --- | ----------------- | -------------------- | -------- | -------- | -------- | ---- |
| 1                  | 6   | Nico Rosberg      | Mercedes             | 1.33,671 | 1.32,950 | 1.32,506 | 1    |
| 2                  | 44  | Lewis Hamilton    | Mercedes             | 1.33,611 | 1.32,982 | 1.32,703 | 2    |
| 3                  | 77  | Valtteri Bottas   | Williams-Mercedes    | 1.34,301 | 1.33,443 | 1.33,128 | 3    |
| 4                  | 19  | Felipe Massa      | Williams-Mercedes    | 1.34,483 | 1.33,551 | 1.33,527 | 4    |
| 5                  | 14  | Fernando Alonso   | Ferrari              | 1.34,497 | 1.33,675 | 1.33,740 | 5    |
| 6                  | 3   | Daniel Ricciardo  | Red Bull-Renault     | 1.35,593 | 1.34,466 | 1.34,075 | 6    |
| 7                  | 20  | Kevin Magnussen   | McLaren-Mercedes     | 1.34,930 | 1.34,229 | 1.34,242 | 7    |
| 8                  | 22  | Jenson Button     | McLaren-Mercedes     | 1.35,150 | 1.34,648 | 1.34,317 | 8    |
| 9                  | 1   | Sebastian Vettel  | Red Bull-Renault     | 1.35,517 | 1.34,784 | 1.34,432 | 9    |
| 10                 | 7   | Kimi Räikkönen    | Ferrari              | 1.34,984 | 1.34,771 | 1.34,548 | 10   |
| 11                 | 25  | Jean-Éric Vergne1 | Toro Rosso-Renault   | 1.35,155 | 1.34,984 |          | 201  |
| 12                 | 11  | Sergio Pérez      | Force India-Mercedes | 1.35,439 | 1.35,089 |          | 11   |
| 13                 | 26  | Daniil Kvjat      | Toro Rosso-Renault   | 1.35,210 | 1.35,092 |          | 12   |
| 14                 | 27  | Nico Hülkenberg   | Force India-Mercedes | 1.35,000 | 1.35,099 |          | 13   |
| 15                 | 99  | Adrian Sutil      | Sauber-Ferrari       | 1.35,736 | 1.35,364 |          | 14   |
| 16                 | 21  | Esteban Gutiérrez | Sauber-Ferrari       | 1.35,308 | 1.35,681 |          | 15   |
| 17                 | 13  | Pastor Maldonado1 | Lotus-Renault        | 1.35,917 |          |          | 221  |
| 18                 | 8   | Romain Grosjean   | Lotus-Renault        | 1.35,984 |          |          | 16   |
| 19                 | 9   | Marcus Ericsson   | Caterham-Renault     | 1.36,813 |          |          | 17   |
| 20                 | 17  | Jules Bianchi     | Marussia-Ferrari     | 1.36,943 |          |          | 18   |
| 21                 | 10  | Kamui Kobayashi   | Caterham-Renault     | 1.37,015 |          |          | 19   |
| 22                 | 4   | Max Chilton       | Marussia-Ferrari     | 1.37,481 |          |          | 21   |
| 107%-tid: 1.40,163 |     |                   |                      |          |          |          |      |
| Kilde:             |     |                   |                      |          |          |          |      |

### Løbet
| Pos.   | Nr. | Kører               | Konstruktør          | Omgange | Tid/Udgået  | Startpos. | Point |
| ------ | --- | ------------------- | -------------------- | ------- | ----------- | --------- | ----- |
| 1      | 44  | Lewis Hamilton      | Mercedes             | 44      | 1.51.43,021 | 2         | 25    |
| 2      | 6   | Nico Rosberg        | Mercedes             | 44      | +9,1        | 1         | 18    |
| 3      | 1   | Sebastian Vettel    | Red Bull-Renault     | 44      | +29,1       | 9         | 15    |
| 4      | 3   | Daniel Ricciardo    | Red Bull-Renault     | 44      | +38,8       | 6         | 12    |
| 5      | 22  | Jenson Button       | McLaren-Mercedes     | 44      | +1.07,5     | 8         | 10    |
| 6      | 77  | Valtteri Bottas     | Williams-Mercedes    | 44      | +1.53,7     | 3         | 8     |
| 7      | 19  | Felipe Massa        | Williams-Mercedes    | 44      | +1.55,1     | 4         | 6     |
| 8      | 27  | Nico Hülkenberg     | Force India-Mercedes | 44      | +1.55,9     | 13        | 4     |
| 9      | 25  | Jean-Éric Vergne1   | Toro Rosso-Renault   | 44      | +2.07,6     | 201       | 2     |
| 10     | 11  | Sergio Pérez        | Force India-Mercedes | 43      | +1 omgang   | 11        | 1     |
| 11     | 26  | Daniil Kvjat        | Toro Rosso-Renault   | 43      | +1 omgang   | 12        |       |
| 12     | 7   | Kimi Räikkönen      | Ferrari              | 43      | +1 omgang   | 10        |       |
| 13     | 21  | Esteban Gutiérrez   | Sauber-Ferrari       | 43      | +1 omgang   | 15        |       |
| 14     | 20  | Kevin Magnussen     | McLaren-Mercedes     | 43      | +1 omgang   | 7         |       |
| 15     | 8   | Romain Grosjean     | Lotus-Renault        | 43      | +1 omgang   | 16        |       |
| 16     | 13  | Pastor Maldonado1 2 | Lotus-Renault        | 43      | +1 omgang2  | 221       |       |
| 17     | 9   | Marcus Ericsson     | Caterham-Renault     | 43      | +1 omgang   | 17        |       |
| 18     | 4   | Max Chilton         | Marussia-Ferrari     | 43      | +1 omgang   | 21        |       |
| 19     | 10  | Kamui Kobayashi     | Caterham-Renault     | 43      | +1 omgang   | 19        |       |
| 20     | 17  | Jules Bianchi       | Marussia-Ferrari     | 41      | Ulykke      | 18        |       |
| 21     | 99  | Adrian Sutil        | Sauber-Ferrari       | 40      | Ulykke      | 14        |       |
| Ret    | 14  | Fernando Alonso     | Ferrari              | 2       | Elektronik  | 5         |       |
| Kilde: |     |                     |                      |         |             |           |       |

Noter til tabellerne:
- 1:  - Pastor Maldonado og Jean-Éric Vergne blev begge pålagt en gridstraf på ti placeringer for at have overskredet sin kvote på fem motorkomponenter for sæsonen.[4][5]
- 2:  - Pastor Maldonado fik 20 sekunder lagt til sin løbstid for at have kørt for hurtigt i pit lane.[3]

## Stillingen i mesterskaberne efter løbet
| Nr. | +/- | Kører             | Point |
| --- | --- | ----------------- | ----- |
| 1   |     | Lewis Hamilton    | 266   |
| 2   |     | Nico Rosberg      | 256   |
| 3   |     | Daniel Ricciardo  | 193   |
| 4   | 1   | Sebastian Vettel  | 139   |
| 5   | 1   | Fernando Alonso   | 133   |
| 6   |     | Valtteri Bottas   | 130   |
| 7   |     | Jenson Button     | 82    |
| 8   |     | Nico Hülkenberg   | 76    |
| 9   |     | Felipe Massa      | 71    |
| 10  |     | Sergio Pérez      | 46    |
| 11  |     | Kimi Räikkönen    | 45    |
| 12  |     | Kevin Magnussen   | 39    |
| 13  |     | Jean-Éric Vergne  | 21    |
| 14  |     | Romain Grosjean   | 8     |
| 15  |     | Daniil Kvjat      | 8     |
| 16  |     | Jules Bianchi     | 2     |
| 17  |     | Adrian Sutil      | 0     |
| 18  |     | Marcus Ericsson   | 0     |
| 19  |     | Pastor Maldonado  | 0     |
| 20  |     | Esteban Gutiérrez | 0     |
| 21  |     | Max Chilton       | 0     |
| 22  |     | Kamui Kobayashi   | 0     |
| NC  | -   | André Lotterer    | 0     |

| Nr. | +/- | Konstruktør          | Point |
| --- | --- | -------------------- | ----- |
| 1   |     | Mercedes             | 522   |
| 2   |     | Red Bull-Renault     | 332   |
| 3   |     | Williams-Mercedes    | 201   |
| 4   |     | Ferrari              | 178   |
| 5   |     | Force India-Mercedes | 122   |
| 6   |     | McLaren-Mercedes     | 121   |
| 7   |     | Toro Rosso-Renault   | 29    |
| 8   |     | Lotus-Renault        | 8     |
| 9   |     | Marussia-Ferrari     | 2     |
| 10  |     | Sauber-Ferrari       | 0     |
| 11  |     | Caterham-Renault     | 0     |